# Weipoort
Weipoort est un hameau de la commune néerlandaise de Zoeterwoude, dans la province de la Hollande-Méridionale. En 2009, Weipoort comptait environ 390 habitants.